# 疣柄魔芋
疣柄魔芋为天南星科魔芋属植物。分布于非洲、馬達加斯加、大洋洲、新幾內亞、南亞、東南亞、臺灣、越南以及中国大陆的广西、云南、广东等地，生长于海拔180米至750米的地区，多生在灌丛、江边草坡及荒地。
疣柄魔芋又可稱為大魔芋，根據1995年植物學家Hetterscheid與台灣學者彭鏡毅的研究，以及李桓1998年對《中國植物志》之修訂。大魔芋其實是疣柄魔芋之同義詞，非台灣特有種植物，屬天南星科魔芋属。台灣野外只有4種魔芋，分別是台灣魔芋、密毛魔芋、疣柄魔芋、東亞魔芋。此外，因其在伴隨響雷的梅雨季期間開花，且散發腐臭味，而俗稱「雷公屁」。

## 别名
南星头（广东宝安） 鸡爪芋（广东台山） 鞋板芋（广东罗冈） 南芋（广东阳江）

## 塊莖成分
疣柄魔芋塊莖中只含有澱粉，幾乎不含葡甘聚醣。因此疣柄魔芋無法製成蒟蒻果凍。不過因為其塊莖含有大量澱粉，但含有大量的有毒的草酸鈣結晶，食用前必須加以煮熟破壞掉刺痛的草酸鈣結晶，在非洲與印度、尼泊爾、孟加拉、菲律賓等地區常把它做為糧食作物，又稱象腳薯（elephant foot yam)。

## 外部连结
- 滇南奇葩疣柄魔芋Amorphophallus paeoniifolius迎来盛花期